# عمارت دادگستری شهرستان وایز
عمارت دادگستری شهرستان وایز (به انگلیسی: Wise County Courthouse) عمارتی تاریخی در شهر دکاتور از شهرستان وایز، تگزاس است.
این بنا در سال ۱۸۹۷ ساخته گردید و معمار آن گروه جیمز رایلی گوردن بود.